# Drosophila villosa
Drosophila villosa este o specie de muște din genul Drosophila, familia Drosophilidae. A fost descrisă pentru prima dată de Hardy în anul 1965. Conform Catalogue of Life specia Drosophila villosa nu are subspecii cunoscute.